# Diego Barreto
Diego Daniel Barreto Cáceres (* 16. Juli 1981 in Lambaré) ist ein paraguayischer ehemaliger Fußballspieler. Der  Torwart ist der Bruder von Édgar Barreto.

## Karriere
Der 1,82 m große Torwart begann seine Profikarriere 2001 bei Cerro Porteño in Paraguay und wechselte 2005 zu UD Almería in Spanien. Über Vereine in Argentinien, der Schweiz und in Paraguay kehrte er zuletzt 2009 wieder zu seinem Heimatklub Cerro Porteño zurück. Dort wurde er zur Nummer eins im Tor und gewann mit dem Klub einige Meistertitel. Mitte 2015 schloss er sich dem Club Olimpia an. 2019 spielte er zum Abschluss seiner Laufbahn für Sportivo Luqueño.
zm
Barreto war Teil der paraguayischen Olympiamannschaft die 2004 in Athen die Silbermedaille gewann. Im selben Jahr bestritt er am 8. Juli gegen Costa Rica sein erstes A-Länderspiel. 2010 war er als dritter Torhüter im paraguayischen Kader der Fußball-Weltmeisterschaft in Südafrika.

## Titel und Erfolge
Cerro Porteño
- Primera División: 2004, 2005, 2012 Apertura

Paraguay U-23
- Silbermedaille bei den Olympischen Spielen 2004